# Krzysztof Matyjaszewski
Krzysztof Matyjaszewski (né le 8 avril 1950 à Konstantynów Łódzki) est un chimiste polonais.

## Biographie
Après des études à l’université technique d'État de Moscou, il effectua une thèse à l’Académie polonaise des sciences et y obtint un Ph.D en 1976. En 1985, il obtient son habilitation à l’université technique de Łódź (en). Par la suite il travailla dans différentes institutions universitaires ou de recherche : l’université de Floride, l’Académie polonaise des sciences et le CNRS auprès du professeur Pierre Sigwald. Puis il obtint, en 1985, un poste de professeur à l’université Carnegie-Mellon. En 2009, il est professeur titulaire de la chaire Michelin à l'ESPCI ParisTech. Il a occupé le poste de rédacteur-en-chef pour la revue Progress In Polymer Science de 2003 à 2021, dont il est désormais rédacteur-en-chef honoraire.

## Travaux scientifiques
Krzysztof Matyjaszewski travaille essentiellement dans le domaine des polymères. Il est, en 1995, le codécouvreur avec le Japonais Mitsuo Sawamoto (de) de la polymérisation radicalaire par transfert d'atomes (ATRP),.

## Distinctions
- Docteur honoris causa des universités de Lodz, Gand et de l’académie des sciences de Russie.
- Il est membre de l’Académie nationale d'ingénierie américaine (2006) et de l’académie des sciences de Pologne.
- Il a également reçu de nombreux prix dont le prix de la fondation pour la science en Pologne (2005), le cooperative research award in polymer sciene and engineering (2004), le polymer chemistry award (2002), le Humboldt Research Award (1999), le prix Wolf (2011), etc.
- Docteur honoris causa, Université Pierre-et-Marie-Curie (UPMC), 2013[6].